# Puszczykowo
Puszczykowo (udtale: [puʂt͡ʂɨˈkɔvɔ]; tysk: Puszczykowo; Unterberg)    er en by i den centrale del af  voivodskabet Storpolen i  den vestlige centrale del af Polen. Byen   har 9.470(2021) indbyggere og et areal på 16,65 km², og en del af  powiatet Poznań.
Den  ligger omkring 12 km syd for Poznań, området er omgivet af Wielkopolski Nationalpark (i  bufferzone).

## Historie
Første gang Puszczykowo nævnes i skriftlige kilder som Posczucowo var i 1387, selvom Niwka, en bosættelse i området blev nævnt så tidligt som i 1302. Husene, der er karakteristiske for den nuværende by, stammer fra slutningen af det 19. århundrede. Jernbanelinjen, der fører til Wroclaw og stationsbygningen, blev bygget i 1856. I mellemkrigstiden var udflugtstrafikken på søndage og helligdage så stor, at tog fra Poznań kørte hvert 10. minut. For at undgå forstyrrelser i langdistancetrafikken måtte der bygges et ekstra spor til dem.  I 1950'erne sejlede turistdampbåden "Janek Krasicki", i senere år, motorbåden "Dziwożona" fra Poznań til Puszczykowo på floden Warta.